# Raketenapparat

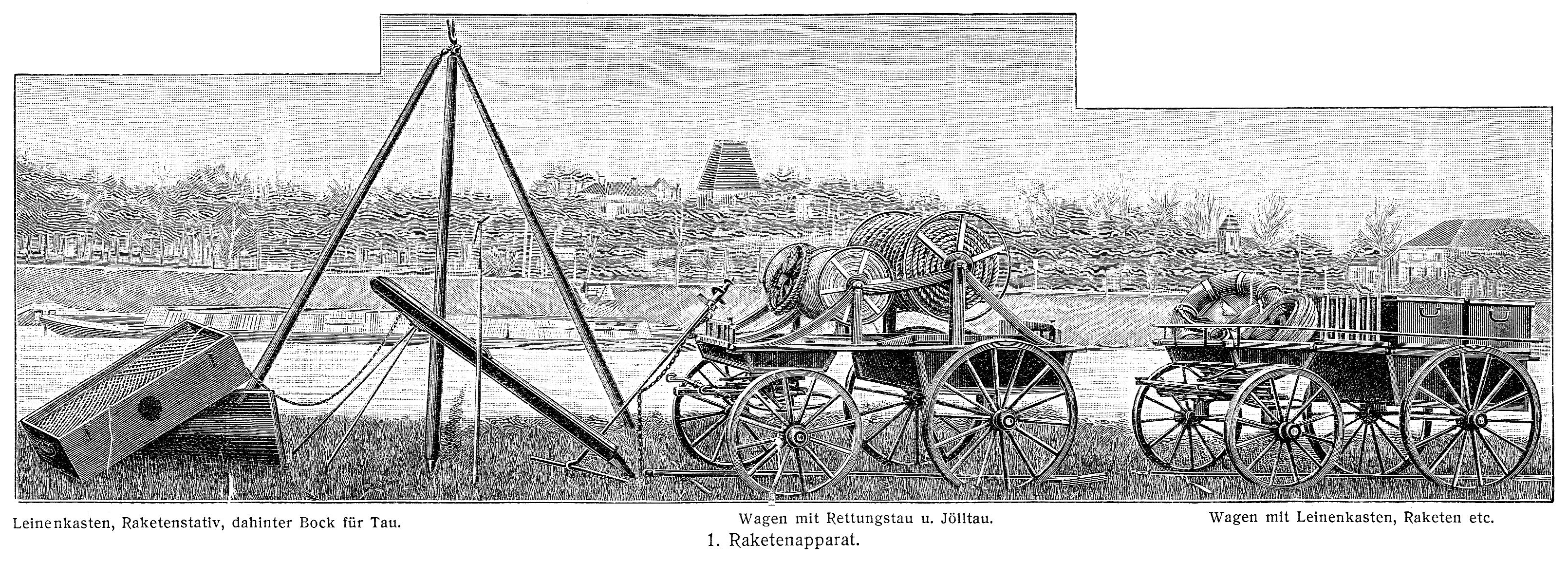
Raketenapparat

Der Raketenapparat war eine Vorrichtung zum Abschuss von Raketen mit angebundenem Seil, um eine Verbindung von Land aus zu einem gestrandeten Schiff herstellen zu können. Die Seilverbindung bildete die Grundlage für die anschließende Rettung der an Bord befindlichen Personen. Dabei kam eine Hosenboje zur Aufnahme von Personen zum Einsatz, die wie bei einer Seilbahn mit einem Zugseil hin- und hergezogen wurde. Durch die Reichweite der Raketen von rund 500 Metern war der Einsatz auf die Küste beschränkt.
Der Raketenapparat kam ab der zweiten Hälfte des 19. Jahrhunderts in Gebrauch und war für viele Jahre ein wichtiges und bisweilen das einzige Hilfsmittel bei der Seenotrettung in Ufernähe, um den gefährlichen Einsatz von Ruderrettungsbooten in der Brandungszone zu vermeiden.

## Hintergrund

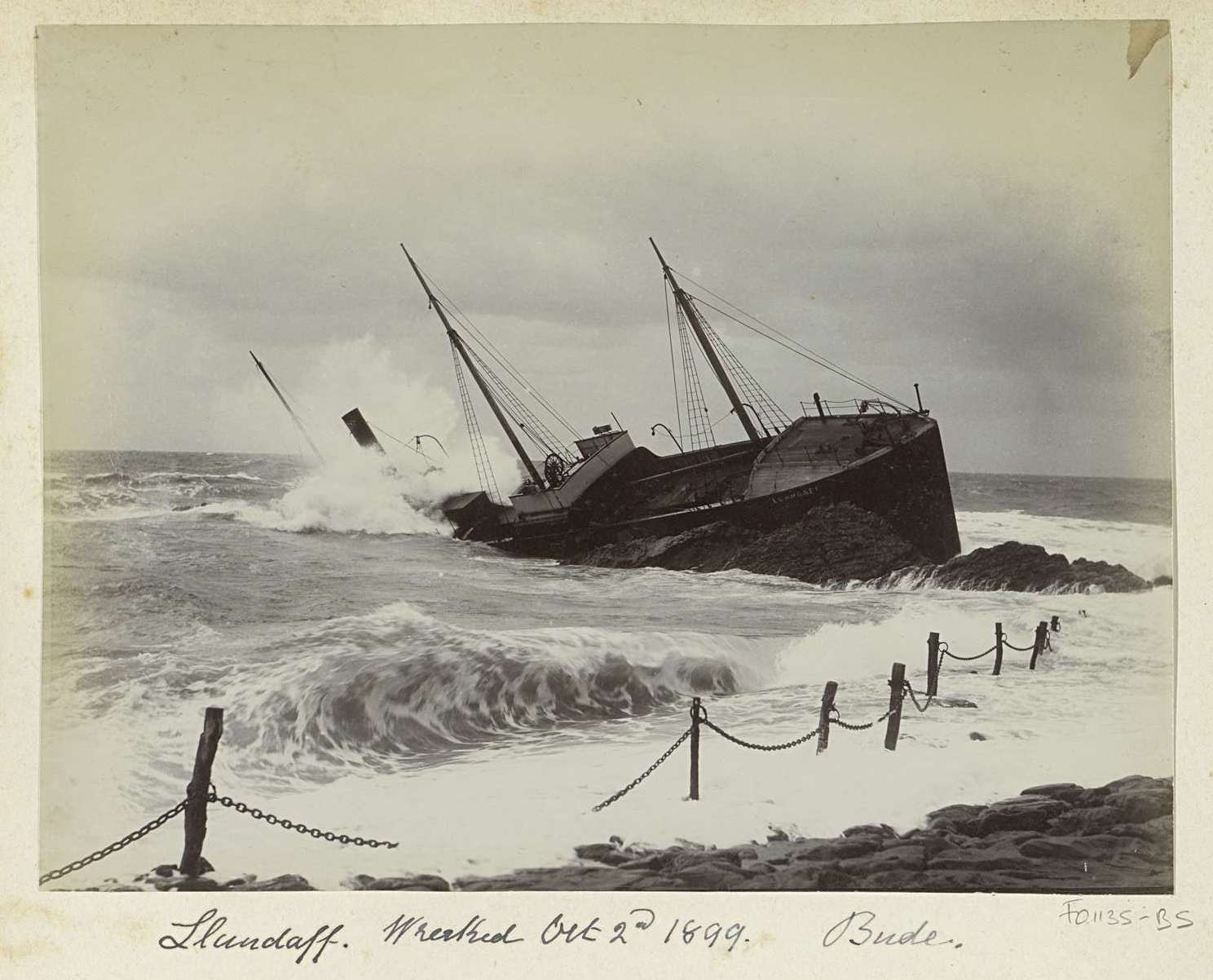
Schiffbruch an der Küste

Die meisten Schiffsunglücke ereignen sich in den Küstengewässern, wo die Fahrrinnen häufig durch Untiefen und/oder Felsen begrenzt sind. Die Ursache von Havarien sind:
- Navigationsfehler
- schlechtes Wetter mit Nebel, Sturm und/oder starker Wellengang
- Schäden in der Schiffssteuerung oder Antriebsanlage.

Dadurch kommen Schiffe vom korrekten Kurs ab und können auf Grund laufen. Für die Schiffbrüchigen eines gestrandeten Schiffs gab es meistens kaum eine Möglichkeit, lebend durch die Brandung an Land zu gelangen. Zuverlässige Hilfe war früher nur von Land aus möglich, wozu jedoch eine sichere und belastbare Leinenverbindung zum Havaristen erforderlich war. In den Küstenländern gab es dazu immer wieder Überlegungen und Erfindungen, wie man dies am einfachsten bewerkstelligen konnte.
Voraussetzung für jede Hilfeleistung ist naturgemäß die Wahrnehmung des Schiffbruchs, damit eine Hilfsaktion ausgelöst werden kann. Bei Schlechtwetterlagen wurden in England dazu spezielle Beobachtungsposten eingerichtet. Auch Leuchtturmwärter waren angehalten, nach Schiffbrüchen Ausschau zu halten. Die DGzRS betrieb ab Ende der 1940er Jahre auf der Insel Langeoog für mehr als 50 Jahre eine Seenotbeobachtungsstelle.

## Bestandteile Raketenapparat

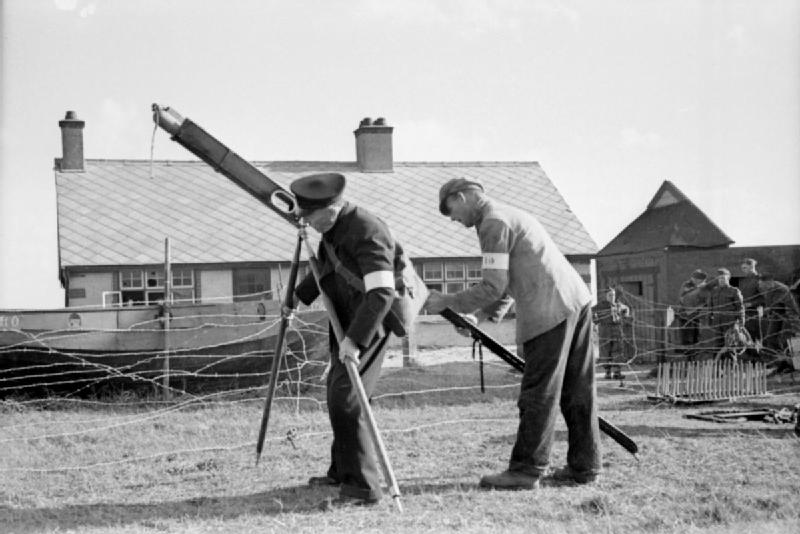
Englisches Raketenstativ

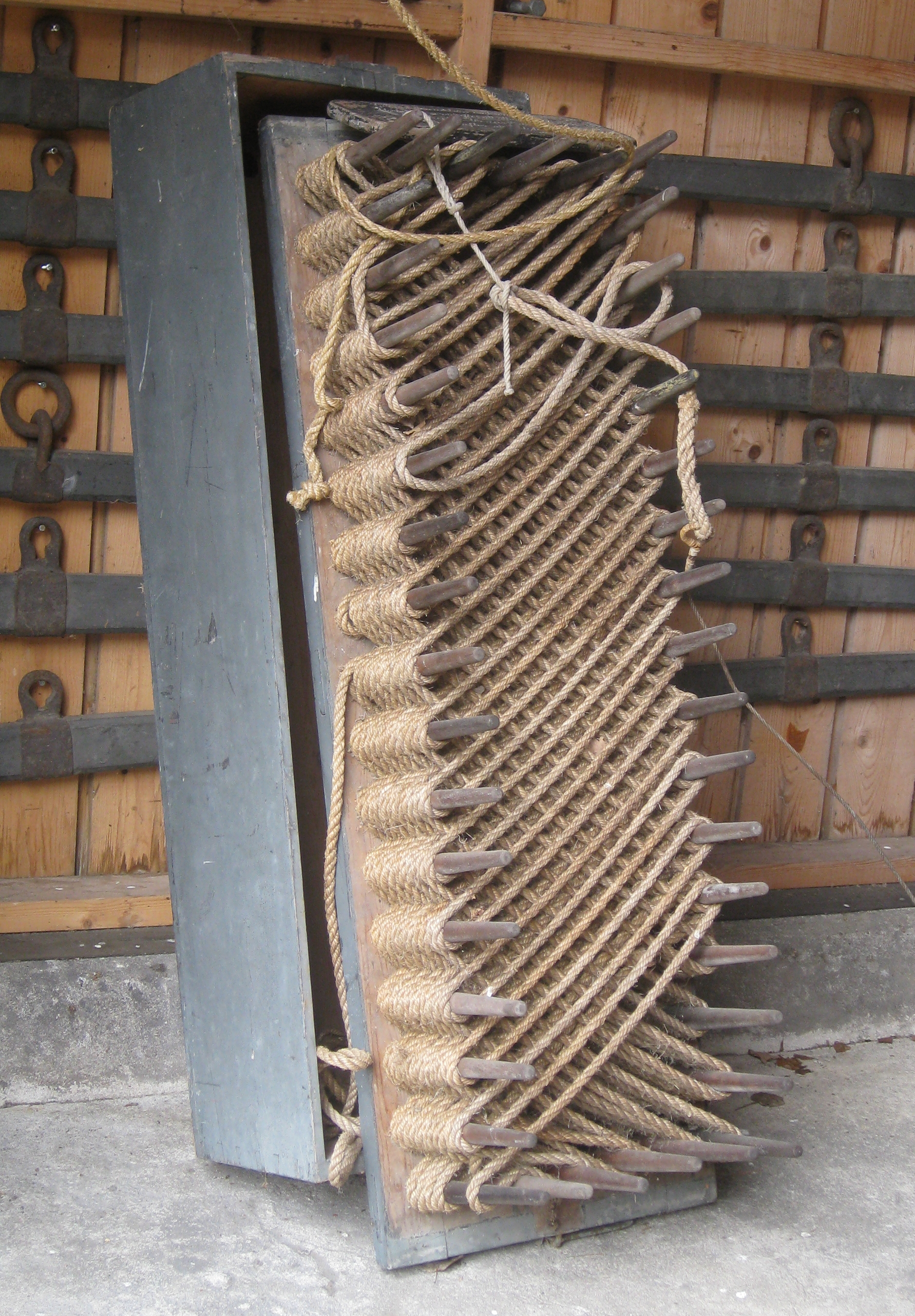
Leinenkiste

Die vollständige Ausrüstung eines Raketenapparats stand in einem Schuppen in der Nähe der Küste bereit. Aufgrund des Gesamtgewichts von rund 600 kg und der Fahrt durch Sand und Dünen war alles auf zwei leichten Kutschwagen verteilt, die zum Einsatz nur noch mit Pferden bespannt werden mussten. Im Einzelnen waren verlastet:
- Rettungstrosse (Tragseil)
- Jolltau (Endlostau) mit Block
- Dreibeinbock
- das Raketenstativ
- Hosenbojen
- drei Leinenkisten mit Schießleinen
- zwei Kisten mit je drei Raketen
- weiteres Zubehör.

Das Tragseil aus Manilahanf war 300 bis 400 Meter lang und hatte einen Durchmesser von 30 mm. Das dünnere Jolltau war doppelt so lang. Die bis zu 500 Meter langen Schießleinen aus Schleißhanf waren circa 9 mm stark und sauber geordnet in den Kästen eingelegt, damit sie beim Schuss ohne Verheddern auslaufen konnten. Zum Zubehör gehörten ein Bohranker zur Fixierung des Tragseils, Signallaternen, Winkflaggen, Taljen mit Stroppen sowie die Zündpistole. Die Raketen hatten einen Durchmesser von fünf oder acht Zentimetern mit einer Hülse aus Kupfer, in der das Schießpulver eingepresst war.
Der Raketenapparat und die Hosenboje erforderten die Mitarbeit auf dem in Seenot geratenen Schiff. Deshalb verteilte z. B. die DGzRS in allen deutschen Häfen Handzettel, auf denen das Verfahren erklärt wurde. Beim Raketenapparat befanden sich entsprechende Anleitungstafeln, zum Teil mehrsprachig, die den Ablauf der Rettung und das Verhalten der Schiffsmannschaft beschrieb.

## Ablauf einer Raketenrettung

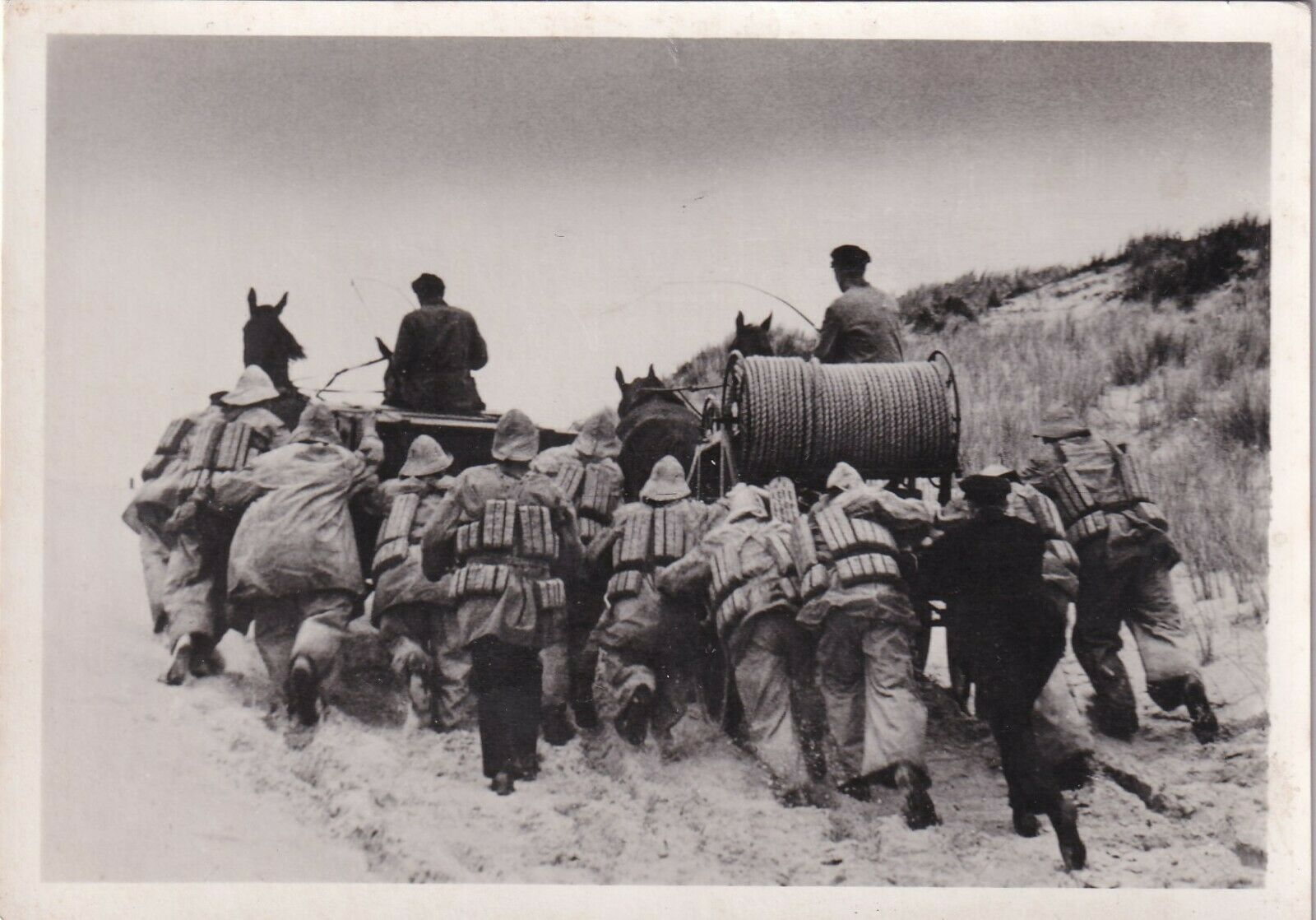
Die Retter in den Dünen

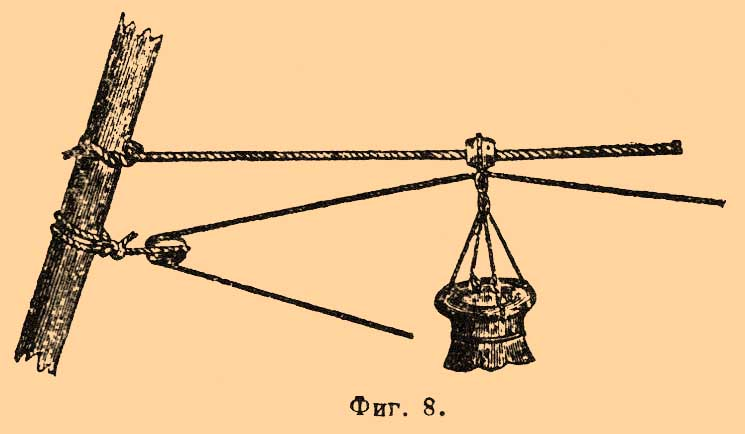
Prinzip der Hosenbojenrettung

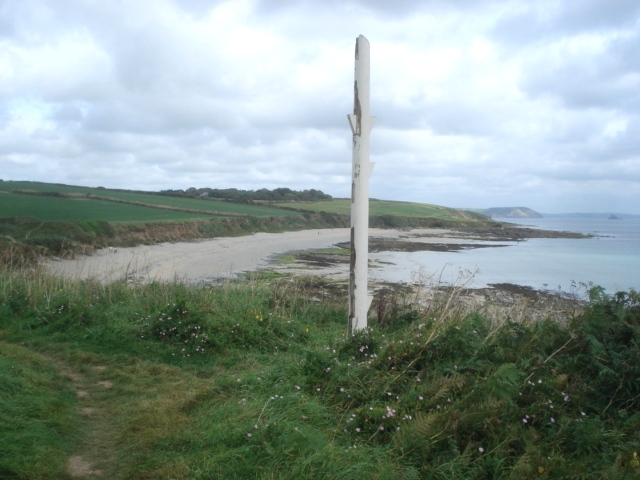
Übungsmast am Strand

Die Rettungsmannschaft begab sich zusammen mit der Ausrüstung zum Strand in der Nähe des Unglücksortes. Zuerst musste das Raketenstativ am Strand möglichst nahe am Wasser aufgestellt werden. Hinter dem Stativ stand der Kasten mit der Raketenleine, damit die Leinen nicht nass werden konnten. Je nach Entfernung des Havaristen erfolgte die Einstellung der Neigung der Abschussrampe. An der Rakete war ein Stahldraht befestigt, an den die Raketenleine gebunden wurde. Nach Zündung der Rakete sollte diese möglichst im rechten Winkel mittig über das Schiff fliegen, sodass sich die angebundene Leine über das Schiff legen bzw. sich in den Masten verfangen konnte.
Nachdem die Besatzung an Bord die Schussleine gefangen hatte bzw. aufnehmen konnte, befestigten die Retter an ihrem Ende der Leine einen Block (Umlenkrolle) mit Ausholleine, dem Jolltau. Sodann gaben die Retter den Befehl an die Schiffsbesatzung, die Leine mit dem Block an Bord zu ziehen. Die Landmannschaft hielt beide Enden des Jolltaus fest, das bei der Aktion über den Block abrollte. 
Mit dem Block wurde eine Anleitungstafel hinübergegeben, die der Besatzung erklärte, dass der Block mit dem Jolltau an einem möglichst hohen Punkt des Schiffs zu befestigen sei. War der Block am Schiff befestigt, wurde die kräftige Rettungstrosse, das Tragseil für die Hosenboje, an einem Ende des Jolltaus befestigt. Durch Ziehen am anderen Ende konnten die Retter die Rettungstrosse zum Schiff hinüberziehen. Dort musste das Tragseil oberhalb des vorher angebundenen Blocks von der Schiffsbesatzung befestigt werden. Auf der Landseite stellte die Mannschaft das Dreibeingestell auf, über das die Trosse geführt und dahinter verankert wurde. Vor dem Verspannen des Tragseils wurde ein kleiner Block (Kinnbackblock) eingefädelt, der als Aufhängung für die Hosenboje diente. Nachdem das Jolltau mit beiden Enden an der Hosenboje oder dem Block befestigt war, konnten die Retter das Rettungsgerät zwischen Strand und dem havarierten Schiff hin und her pendeln lassen.
Da der Umgang mit dem Raketenapparat und der Hosenboje viel Übung und Sachverstand erforderten, wurde häufig am Strand ein Übungsmast errichtet, an dem die Rettungsmannschaften ihre Kenntnisse erweitern und vertiefen konnten.